# ألفريد أكيروف
ألفريد أكيروف (العبرية: אלפרד אקירוב؛ مواليد 1941) هو رجل أعمال إسرائيلي. وهو مؤسس مجموعة ألفروف.

## السيرة الذاتية
وُلد ألفريد أكيروف في العراق لعائلة يهودية. هاجر إلى إسرائيل مع عائلته عام 1953.

## المسيرة المهنية
أسس أكيروف مجموعة مجموعة ألفروف عام 1978. ويشغل حاليًا منصب الرئيس التنفيذي لها. أُدرجت الشركة في بورصة تل أبيب منذ عام 1983. ساهم في إعادة بناء حي مأمن الله.

## الخدمة العامة
شغل أكيروف منصب رئيس غرفة التجارة الفرنسية-الإسرائيلية من 2010 إلى 2012. وأصبح فارسًا في وسام جوقة الشرف الفرنسي عام 2013.
يعمل أكيروف عضوًا في مجلس حكام جامعة تل أبيب.